# 사무라이 쇼다운 V 스페셜
《사무라이 쇼다운 V 스페셜》(Samurai Shodown V Special)은 유키 엔터프라이즈가 개발하고 SNK 플레이모어가 배급한 아케이드 전용 대전 격투 게임이다. 2003년에 발매됐던 《사무라이 쇼다운 V》의 개선판으로, 2004년 4월 22일 네오지오 기판으로 최초 출시됐다. 일본에선 《사무라이 스피리츠 제로 스페셜》(サムライスピリッツ零 SPECIAL)라는 제목으로 출시됐다.
아케이드로 발매되고 가정용 네오지오로 이식판이 출시됐으나, 전작과는 달리 동시대 콘솔판은 제작되지 않았다. 2017년에 와서 코드 미스틱스가 담당한 플레이스테이션 4 및 플레이스테이션 비타 이식판이 출시됐다.
《사무라이 쇼다운 V 스페셜》 발매 직후 유키 엔터프라이즈가 단독으로 제작한 개선판이 2004년에 시험기동됐으나 당시 정식출시되지 않았다. 이후 이 판은 2020년에 마이크로소프트 윈도우, 플레이스테이션 4, 엑스박스 원 및 닌텐도 스위치로 발매된 합본 《사무라이 쇼다운 네오지오 컬렉션》에 《사무라이 쇼다운 V 퍼펙트》(Samurai Shodown V Perfect)라는 제목으로 수록됐다.

## 게임플레이
전체적인 게임 시스템은 전작 《사무라이 쇼다운 V》와 동일하나, 지적받았던 캐릭터 간의 불균형을 교정했다. 예전 게임들의 보스 캐릭터였던 아마쿠사 시로 도키사다, 라쇼진 미즈키, 미나즈키 잔쿠로, 교코쿠 히노와노카미 가오우 4인이 선택 가능 캐릭터가 되었다. 이전에 SNK가 제작했던 '드림 매치' 타이틀 《더 킹 오브 파이터즈 '98》이나 《더 킹 오브 파이터즈 2002》처럼 이야기가 없이 자유로운 대전을 펼치는 성격이 강하다.
1998년의 《사무라이 쇼다운 64: 무사의 분노》에서 마지막으로 보였던 잔악한 끝내기 표현 '절명오의'가 부활했다. 피 분출, 동체 절단, 동체 폭파 등의 연출에 추가하여 참수, 불타 죽는 것 등 《모탈 컴뱃》 시리즈의 페이탈리티를 연상케하는 수위높은 잔혹묘사가 생겼다. 가정용 네오지오판에선 이런 연출이 대폭 삭제됐다.

## 발매
최초 아케이드 및 가정용 네오지오 발매 후 이식이 전혀 이뤄지지 않다가, 2017년 7월 14일 에볼루션 챔피언십에서 플레이스테이션 4 및 플레이스테이션 비타로 이식이 발표됐다. 해당 기종 발매 이후, 스팀 및 GOG.com를 통해 마이크로소프트 윈도우, macOS, 리눅스로 이식됐다.